# Erosina hyberniata
Erosina hyberniata là một loài bướm đêm trong họ Geometridae.